# Institute of Electrical and Electronics Engineers
L'Institute of Electrical and Electronics Engineers (acronimo IEEE) è un'associazione internazionale di scienziati professionisti con l'obiettivo della promozione delle scienze tecnologiche.
La sua sede è nello stato di New York, negli Stati Uniti; il logo mostra, all'interno di un rombo arrotondato, la regola della mano destra.

## Storia
Nacque il 1º gennaio 1963 dalla fusione di due istituzioni precedenti: l'IRE (Institute of Radio Engineers) e l'AIEE (American Institute of Electric Engineers) nati rispettivamente nel 1912 e nel 1884.

## Composizione
Lo IEEE è composto da 46 società, divise in gruppi settoriali specifici.
Quasi tutti i membri IEEE sono informatici o ingegneri elettrici, elettronici o informatici, ma vi troviamo anche ingegneri meccanici e civili, così come biologi, fisici e matematici.

## Caratteristiche

### Funzioni e scopi
Lo scopo principale dello IEEE è quello di cercare nuove applicazioni e teorie nella scienza elettrotecnica, elettronica, informatica, biomedica e delle telecomunicazioni; a questo scopo organizza conferenze e dibattiti tecnici in tutto il mondo, pubblica testi tecnici e sostiene programmi educativi. Si occupa inoltre di definire e pubblicare standard in tali campi.
Gli obiettivi primari dell'istituto sono:
1. Migliorare la qualità della vita dell'uomo favorendo la conoscenza e l'applicazione delle nuove tecnologie;
2. Nobilitare la professione tecnica e dei suoi membri.

Lo IEEE collabora con:
- Comitato europeo di normazione (CEN)
- Centro Elettrotecnico Sperimentale Italiano (CESI)
- Federazione italiana di elettrotecnica, elettronica, automazione, informatica e telecomunicazioni (AEIT)

### Il processo di standardizzazione
Affinché un nuovo standard venga approvato dallo IEEE e pubblicato ufficialmente sulle riviste specializzate, è necessario sottoporre il progetto alla IEEE Standards Association attraverso otto fasi:
1. Ottenere uno sponsor.
2. Richiedere l'autorizzazione al progetto.
3. Radunare un gruppo di lavoro.
4. Abbozzare lo standard.
5. Voto a maggioranza del 75%.
6. Revisione del committente.
7. Voto finale.
8. Emissione collaterale.

### Settori di competenza
Tra i settori nei quali IEEE opera vi sono:
- Industria
- Telecomunicazioni
- Elettronica
- Ingegneria Informatica
- Trasporti
- Ingegneria dell'Automazione
- Ingegneria Biomedica
- Ingegneria aerospaziale
- Nanotecnologie

## Cronotassi dei presidenti
Alcuni tra gli ex presidenti IEEE, AIEE ed IRE:
- Elihu Thomson (AIEE, 1889-1890)
- Alexander Graham Bell (AIEE, 1891-1892)
- Charles Proteus Steinmetz (AIEE, 1901-1902)
- Lee De Forest (IRE, 1930)
- Frederick E. Terman (IRE, 1941)
- William R. Hewlett (IRE, 1954)
- Ernst Weber (IRE, 1959; IEEE, 1963)
- Ivan Getting (IEEE, 1978)
- Maurizio Decina (IEEE, 1994-1995).

Nel 2005 è stato eletto presidente W. Cleon Anderson.

## Dati e statistiche
In accordo con i dati dell'anno 2012, l'IEEE annovera più di 420.000 membri in 150 nazioni; comprende tecnici, ingegneri, ricercatori, professori, studenti nonché amatori di tutto il mondo nel settore elettrotecnico ed elettronico.
Le pubblicazioni dello IEEE sono il 30% della bibliografia e documentazione ingegneristica globale e coprono quasi tutti gli aspetti dell'elettronica e dell'informatica moderna. Inoltre IEEE ha definito oltre 900 standard industriali.

## Standard principali
- IEEE 488 — Interfaccia Digitale Standard per la Strumentazione Programmabile, IEEE-488-1978 (ora 488.1).
- IEEE 754 — Specifiche dell'Aritmetica floating point
- IEEE 802 — LAN/MAN
  - IEEE 802.1 — Protocolli LAN di più alto livello
  - IEEE 802.3 — Ethernet
  - IEEE 802.11 — Wireless Networking – WiFi
  - IEEE 802.15.1 — Bluetooth – Bluetooth
  - IEEE 802.15.4 — Wireless Sensor Network – WSN
  - IEEE 802.16 — Wireless Networking – WiMax
- IEEE 829 — Documentazione Test Software
- IEEE 896 — Futurebus
- IEEE 1003 — POSIX – Standard "Unix" di programmazione
- IEEE 1076 — VHDL – VHSIC Hardware Description Language
- IEEE 1149.1 — JTAG o Boundary Scan, test per il collaudo di schede con sistemi digitali
- IEEE 1275 — Open Firmware
- IEEE 1284 — Porta Parallela
- IEEE P1363 — Crittografia asimmetrica
- IEEE 1394 — Bus Seriale — FireWire, i.Link
- IEEE P1901 — Banda larga su linea elettrica
- IEEE 1541 — Prefissi per multipli binari
- IEEE 12207 — Tecnologia dell'Informazione
- IEEE Switchgear Committee Serie C37 per Equipaggiamenti standard a Alta e Bassa tensione
- C37.111 — Common Format for Transient Data Exchange (COMTRADE)